# 馬場克昌
馬場 克昌（ばば かつまさ、天明5年（1785年） - 慶応4年9月10日（1868年10月25日））は江戸時代後期の旗本、博物学者、植物画家である。官途は従五位下筑前守。『遠西舶上画譜』、『群英類聚譜』を残した。

## 経歴
通称は大助、字は仲達、号は資生圃。釜戸馬場氏8代目で日光奉行を務めた馬場利光の次男として江戸で生まれた。美濃国釜戸（現在の瑞浪市内）など禄高2千石の大身の旗本であった。岡本玄冶の養子となったが、兄昌平の死により文化9年（1812年）家督相続した。小姓組使番などを歴任し、西丸目付から安政4年（1857年）、西丸留守居となり、従五位下筑前守に叙任された。本草を設楽貞丈、絵画を増島雪斎に学んだ。天保8年（1837年）幕命により関八州と伊豆国を巡察した。文久2年（1862年）に隠居。
麻布飯倉に3000坪の屋敷を持ち、知行地の美濃から移した珍しい草木を植えた。江戸詰の大名で、本草好きの大名が集まった赭鞭会の主要なメンバーになった。嘉永5年（1852年）に『群英類聚譜』、安政2年に『遠西舶上画譜』を完成した。『群英類聚譜』は73冊、草2555種、木646種、計3201種の図が描かれた。『遠西舶上画譜』は西洋の花の図譜で植物図鑑というべきもので、ドドネウスの『草木誌』、ワインマン『植物図譜』、ショーメル『日用百科辞典』などを参考して描かれたもので全10冊、540丁であり外国産の渡来の記録が残されている。